# Питър Аръндел
Питър Аръндел (на английски: Peter Arundell) е бивш британски пилот от Формула 1. Състезава се за Лотус. Приключва състезателна кариера през 1969 година, след 13 старта и 12 набрани точки.
Премества се да живее във Флорида, САЩ. Собственик на софтуерна компания.